# Negro Gato
"Negro Gato" é uma canção escrita por Getúlio Cortes e originalmente gravada pela banda Renato e Seus Blue Caps em 1964. Trata-se de uma versão de “Three Cool Cats”, da dupla Jerry Leiber e Mike Stoller, que foi um hit nos Estados Unidos dos The Coasters.
Dois anos mais tarde foi gravada por Roberto Carlos em uma versão mais rock e se tornou um de seus primeiros sucessos.
Cortes se inspirou em fazer a letra da canção em um gato totalmente preto que ficava perto de sua casa e não parava de perturba-lo. Jogava pedras, espantava-o e até cogitou em matar o animal. Porém acabou se inspirando na canção. Inicialmente até pensou que não daria certo, pois segundo as crenças populares, gatos pretos dão azar. Antes de ser gravada pelos Blue Caps, vários outros artistas rejeitaram em gravar 'Negro Gato'. Mas quando em 1964 Renato Barros gostou e decidiu inclui-la em seu repertório, aliás precisavam de mais uma música para completar o álbum. Quanto aos outros membros da banda, ainda estavam meio desacreditados  em gravar a canção, pois brincaram que como estavam gravando "Menina Linda", iria ficar estranho ter uma faixa chamada "Negro Gato". A partir da versão dos Blue Caps Roberto Carlos gostou da música e decidiu gravar do seu jeito. O resultado, uma versão mais rock n' roll e segundo o compositor da canção, Roberto Carlos ajudou muito no sucesso da canção.
A canção também foi cantada na voz de Erasmo Carlos e Luiz Melodia. No ano de 2007, foi regravada por Mc Leozinho, e foi exibida diariamente na novela Duas Caras, na Rede Globo de Televisão.

## Gravações
Ela foi gravada por diversos artistas:
- Marisa Monte
- Reginaldo Rossi
- Wanderléa
- Roberto Carlos e Erasmo Carlos
- Luiz Melodia
- Liniker, Iza e Lazzo Matumbi